# Clemente Nascimento
Clemente Tadeu Nascimento (São Paulo, 12 de maio de 1963) é um DJ, produtor, músico (cantor e guitarrista), apresentador e ator brasileiro, considerado um dos pioneiros do punk rock no Brasil.
Em 1981, fundou a banda Inocentes, na qual atua até hoje e, em paralelo, também toca na banda Plebe Rude, além de sua carreira solo. É diretor artístico da produtora Showlivre, apresentando também o programa da produtora, Estúdio Showlivre.
Sempre foi um ativista na música, já trabalhou como diretor artístico do extinto programa Musikaos, na TV Cultura, apresentado pelo ex-VJ da MTV Gastão Moreira.
Desde 6 de agosto de 2014, apresenta na Rádio Kiss FM o programa Filhos da Pátria, voltado às bandas de rock nacionais.
Desde 2015 até 2023, foi apresentador recorrente do canal do Youtube Kazagastão - KZG, onde participa do quadro "Heavy Lero" em parceria com Gastão Moreira.
Em 2016 publica o livro "Meninos em Fúria - E o som que mudou a música para sempre", escrito junto de Marcelo Rubens Paiva, baseado nas memórias dos autores sobre experiencias vividas no movimento punk dos anos 80.

## Carreira Musical

### Restos do Nada(1978-1979;1987)
É onde Iniciou sua carreira musical em 1978, como baixista da banda que é considerada a primeira banda punk do Brasil. O grupo surgiu na Vila Carolina, em São Paulo, do encontro entre Clemente e o guitarrista Douglas Viscaino (que vinha do Organus). A banda fez alguns shows na nascente cena punk paulistana do final dos anos setenta e começo dos oitenta, mas divergência ideológicas acabaram por separar o quarteto original.
Em 1987, a banda se reúne para enfim gravar em disco as composições do Restos de Nada. A banda assinou com a Devil Discos, entrou em estúdio e saiu de lá com o disco homônimo, "Restos de Nada".

### Condutores de Cadáver(1979-1980)
Em 1979 entrou para a banda N.A.I. (Nós Acorrentados do Inferno), a qual sugeriu a mudança de nome para Condutores de Cadáver. Ficou até o encerramento da banda, em 1980.

### Inocentes(1981-Atual)
É um dos fundadores da banda, onde começou como baixista em 1981 e só em 1984 assumiu a guitarra e a voz.
É um dos principais compositores da banda, responsável por músicas como “Pânico em SP” e “Pátria Amada”.

### Plebe Rude(2004-Atual)
Clemente ingressou na banda brasiliense Plebe Rude no show realizado no Circo Voador (RJ), no dia 27 de novembro de 2004.
Com a banda, gravou os discos “R ao Contrário” (2006), "Rachando Concreto: Ao Vivo em Brasília" (CD e DVD) (2011) e “Nação Daltônica” (2014).

### Jack & Fancy (2009)
É um duo formado com Sandra Coutinho, da banda As Mercenárias.

### Clemente & A Fantástica Banda Sem Nome (2016-Atual)
É seu projeto solo, no qual toca acompanhado de Joe Gomes (ex-Pitty) no baixo, Johnny Monster (Daniel Belleza e Corações em Fúria) na guitarra e Rodrigo Cerqueira (ex-Skuba/Firebug) na bateria.
Em 2016, lançou um álbum solo intitulado "Antes que seja tarde", creditado como Clemente & A Fantástica Banda sem Nome.
Em 18 de janeiro de 2021 lançou o single "Sobre trilhos", composição própria e gravada com a participação de Wagner Bernardes.